# Tanner Laczynski
Tanner Laczynski (Minooka, Illinois, 1 de junio de 1997) es un jugador profesional estadounidense de hockey sobre hielo que se desempeña en la posición de centro en Philadelphia Flyers, equipo de la National Hockey League (NHL).

## Carrera
Fue seleccionado en la sexta ronda en la NHL Entry Draft de 2016. En 2020 hizo su debut profesional con el equipo Philadelphia Flyers, donde lleva jugando tres temporadas.